# Ozzie of the Circus
Ozzie of the Circus est un court métrage de la série Oswald le lapin chanceux, produit par le studio Robert Winkler Productions et sorti le 23 décembre 1929.

## Fiche technique
- Titre  : Ozzie of the Circus
- Série : Oswald le lapin chanceux
- Réalisateur : Walter Lantz, William Nolan, Tom Palmer
- Scénario : Walter Lantz
- Animateur : Walter Lantz, William Nolan, Tom Palmer
- Producteur : Walter Lantz
- Production : Walter Lantz Productions
- Distributeur : Universal Pictures
- Date de sortie : 23 décembre 1929[1]
- Musique: Bert Fiske
- Format d'image : Noir et Blanc
- Langue : (en)
- Pays :  États-Unis